# جريمة في بلاد الرافدين
جريمة في بلاد الرافدين، (بالإنجليزية:  Murder in Mesopotamia)‏ رواية تحقيق من تأليف أغاثا كريستي؛ نشرت لأول مرة في المملكة المتحدة من قبل «نادي كولنز للجرائم» في 6 يوليو/تموز عام 1936 وفي الولايات المتحدة الأمريكية من قبل «شركة دود وميد» لاحقاً في نفس العام. ظهرت في الرواية شخصية هيركيول بوارو.
تدور أحداث الرواية في منطقة أثرية في العراق، وقد اعتمدت الكاتبة في الأوصاف الموجودة في الرواية على رحلتها إلى العراق، حيث التقت بزوجها الثاني ماكس مالوان والعديد من علماء الآثار البريطانيين.

## ملخص الرواية
ايمي ليثيران، ممرضة يوظفها الدكتور ايريك لايدنر للاعتناء بزوجتهِ لويز وهو عالم آثار سويدي، الذي تزوج بلويز منذ عامين، ويقيما في العراق، التي كانت آنذاك تحت الحماية البريطانية. كانت لويز خلال الحرب العالمية الأولى قبل 15 عاما متزوجة من ألماني اسمه فريدريك بوسنر، وقد عمل في وزارة الخارجية الأمريكية، وكان في الحقيقة جاسوسا يعمل لصالح ألمانيا. ثم قبض عليهِ وحكم عليهِ بالاعدام، لكنهُ فر قبل تنفيذ حكم الأعدام إلا أنه مات في حادث تحطم قطار، ووجدت جثتهُ وفيها بطاقة هويته. أما زوجته لويز فظلت تتلقى رسائل من شخص مجهول، تحمل تهديدات، وتعتقد أنها من زوجها الأول، مما يسبب لها حالة من الاضطراب، لكن الرسائل توقفت عن الوصول فور زواجها بعالم الآثار.
بعد أسبوع من وصول الممرضة ايمي، يعثر ايريك لايدنر على زوجته لويز ميتة في غرفتها، حيث ضربت على الرأس بواسطة أداة مجهولة لم يعثر عليها في الغرفة. الكابتن مياتلاند يستجوب جميع الموجودين، في حين أن الدكتور رايلي يفحص الجثة ويحدد وقت الوفاة.
في هذه الأثناء يكون المحقق البلجيكي هيركيول بوارو في رحلة إلى العراق، يطلب منه صديقه الدكتور رايلي المساعدة في حل لغز هذه الجريمة.
تقول الآنسة جونسون أنها سمعت صراخا قبيل الوفاة، لكن نافذة غرفة السيدة لويز لايدنر وبابها كانا مغلقين، لذا من المستحيل سماع أي صوت صادر من غرفتها. يستأنف الفريق عمله في حين يترك الدكتور لايندر مراسيم جنازة زوجته وتشرع الشرطة المحلية في العمل بمعية بوارو، ولا تشير الاستجوابات الأولية إلى أي متهم محتمل بارتكاب الجريمة.
في منزل الدكتور رايلي، تخبر الممرضة ليثريان بوارو قصة الزواج الأول للسيدة لايدنر، وأنه كان لزوجها أخ أصغر لكنها لم تره منذ 15 عاما. يشك بوارو في أن أحد أعضاء فريق التنقيب من الممكن أن يكون ذلك الأخ الأصغر ويليام بوسنر أو زوج السيدة لايدنر الأول، إذ من المحتمل أن تلك الجثة التي وجدت في حادث القطار لا تعود له. يخبر بوارو الممرضة أن عودتها إلى المنزل قد تكون خطيرة، لكنها رغم ذلك تعود لحضور الجنازة.
بعد الجنازة، تكون الآنسة جونسون والممرضة ليثيران على السطح، وبينما هما كذلك، تقول الآنسة جونسون أن لديها فكرة عن كيفية دخول شخص إلى الغرفة دون أن يراه أحد، لكنها لا تقول المزيد حول الفكرة التي راودتها. في تلك الليلة يعثر على الآنسة جونسون مقتولة في فراشها بعد أن وضع السم في المياه التي شربتها، لكن قبل وفاتها كررت كلمة «النافذة ! النافذة !»، وتظن الممرضة أن تلك الكلمة تعني أن شخصا ما دخل عبر النافذة وقام بتسميم مائها. صار المحقق بوارو يواجه الآن حل جريمتي قتل معاً، ويظن أن الدافع لارتكابهما كان دافعا شخصيا، حيث يجب أن يحلل شخصية لويز لايدنر ليتمكن من إيجاد القاتل. ينجح بوارو في حل الجريمتين، لكنه لا يمتلك أي دليل يدين المجرم.
يقدم بوارو النتائج التي وصل إليها إلى فريق التنقيب في المنزل، ويقول أن السيدة لايدنر والآنسة جونسون قتلتا من طرف الدكتور لايدنر، الذي هو في الحقيقة فريدريك بوسنر، إذ نجى من حادث تحطم القطار، لكن عالم الاثار السويدي اريك لايدنر لم ينج، وأصيب وجهه بتشوه كبير يصعب التعرف على هويته، لذا قام بوضع بطاقة هويته في جيب اريك لايدنر ليوهم الجميع أنه مات، في حين قام هو بتقمص هويته، وهو من قام بإرسال تلك الرسائل إلى زوجته لمنعها من الدخول بعلاقة مع أي رجل، وبعد 15 سنة نجح في إعادة الزواج منها بهوية جديدة، ولم تتمكن من التعرف عليه بعد كل هذا الوقت، ولاحظ أن زوجته وقعت في حب ريتشارد كاري، أحد اصدقائه، لذا قرر قتلها، إذ قال أنها إذا لم تكن له وحده فلن تكون لأحد غيره، ثم قام بقتل الانسة جونسون، بوضع السم في مائها ليبدو الامر انتحارا، لأنها تمكنت ذلك اليوم خلال وقوفها على السطح من ان تعرف الطريقة التي قتل بها زوجته، التي كانت مستلقية في غرفتها، عندما سمعت ضجة وظنت أنها رأت قناعا يطل من نافذتها، فقامت بفتح النافذة، لكن ذلك القناع (و هو أحد القطع الأثرية الثقيلة) كان مشدودا بخيط من قبل زوجها الذي كان على السطح، فقام برفعه قليلا ثم تركه يهوي على رأس زوجته (وهنا صرخت لويز وهذا أصل الصرخة التي سمعتها الآنسة جونسون)، وعاد مسرعا إلى الغرفة، حيث قام بإبعاد الجثة عن النافذة وإغلاقها وتظاهر بالصدمة لإيجاد زوجته ميتة.

## الشخصيات
- هيركيول بوارو، المحقق البلجيكي الذي يقوم برحلة إلى الشرق الاوسط.
- الممرضة إيمي ليثيران، تبلغ من العمر 32 عاما، وتتولى العناية بالسيدة لايدنر، وهي التي تقوم بدور الراوي في الرواية.
- الدكتور جيليس رايلي، طبيب يعيش في العراق، وصديق قديم لبوارو.
- شيلا رايلي، ابنة الدكتور رايلي، تبلغ من العمر 20 عاما.
- لويز لايدنر، امرأة أمريكية ذكية وجميلة، تزوجت مرتين.
- إيريك لايدنر، عالم اثار ورئيس فريق التنقيب.
- ريتشارد كاري، زميل الدكتور لايدنر، رجل وسيم يبلغ من العمر حوالي 40 عاما.
- الآنسة آن جونسون، زميلة الدكتور لايدنر، تبلغ من العمر حوالي 50 عاما.
- السيد جوزيف ماركادو، عضو في فريق التنقيب، ومدمن مخدرات.
- السيدة ماري ماركادو، زوجته، ليست على علاقة حسنة مع لويز لايدنر.
- ديفيد إيموت، رجل أمريكي شاب، وعضو في فريق التنقيب.
- كارل رايتر، رجل أمريكي شاب من شيكاغو، ومسئول عن تصوير ما يتم إيجاده خلال التنقيب.
- الكابتن مايتلند، شرطي بريطاني مكلف بالتحقيق في قضية قتل السيدة لايدنر.
- الأب ليفينني، كاهن فرنسي، وعضو في فريق التنقيب، يتقن اللغات القديمة التي تعتمد على الرموز.

## الاقتباس
- تم اقتباس إحدى حلقات مسلسل "اغاثا كريستي بوارو" من الرواية عام 2002, من بطولة ديفيد سوتشي بدور هيركيول بوارو ومن إنتاج قناة ITV وقد حملت الحلقة بعض التغييرات مثل إضافة شخصية الكابتن هيستنغز، وتم تصوير الحلقة في تونس.[2][3]
- تم تحويل الرواية إلى رواية مصورة عام 2008 .

## العناوين العالمية
تم الحفاظ على العنوان الأصلي في أغلب الترجمات العالمية، مع تغييره في بعض الترجمات، مثل:«من كتب الرسالة إلى لويز؟» في الترجمة النرويجية، «موت في الليل» في الترجمة التركية.
ترجمت الرواية إلى العربية بعنوانين:«جريمة في بلاد الرافدين» و«جريمة في العراق».

## الترجمة العربية
- جريمة في بلاد الرافدين – مكتبة جرير
- الشبح الرهيب – دار النشر: دار الهلال.[4]

- بواعث الجريمة – ترجمة عمر عبد العزيز أمين – دار النشر: دار ميوزيك للطبع والنشر. وتحمل الرواية الرقم (09) ضمن السلسلة.[5][6]

## روابط خارجية
- معلومات حول الرواية في الموقع الرسمي لأغاثا كريستي (باللغة الإنجليزية).
- معلومات حول حلقة مسلسل «اغاثا كريسيتي بوارو» المقبتسة من الرواية (باللغة الإنجليزية).